# Ботсвано-замбийские отношения
Ботсвано-замбийские отношения — двусторонние дипломатические отношения между Ботсваной и Замбией. Протяжённость государственной границы между странами составляет 0,15 км.

## История
Между странами сложились дружеские отношения. В октябре 2015 года верховный комиссар Ботсваны в Замбии Лебонааманг Мокалака заявил, что Замбия сыграла большую роль для достижения независимости Ботсваны от Великобритании. Также он отметил, что современные отношения между государствами находятся на высоком уровне, помимо политических контактов развиваются и двусторонние экономические связи. 
В 2016 году окружной комиссар Ливингстона Омар Мунсанжи выступил на церемонии открытия спортивных игр и культурного обмена с Ботсваной. По его словам спортивные состязания способствуют развитию двусторонних связей между странами. В 2017 году президент Замбии Эдгар Лунгу посетил с государственными визитом Ботсвану. На встрече со своим коллегой Яном Кхамом он подчеркнул, что страны ищут возможности для дальнейшего развития двусторонних отношений.

## Торговля
В 2007 году правительства Ботсваны и Замбии анонсировали амбициозный проект по строительству моста через реку Замбези. Стоимость проекта оценивается почти в 260 млн долларов США. Ожидается, что в 2019 году мост будет введен в эксплуатацию.